# Bachué

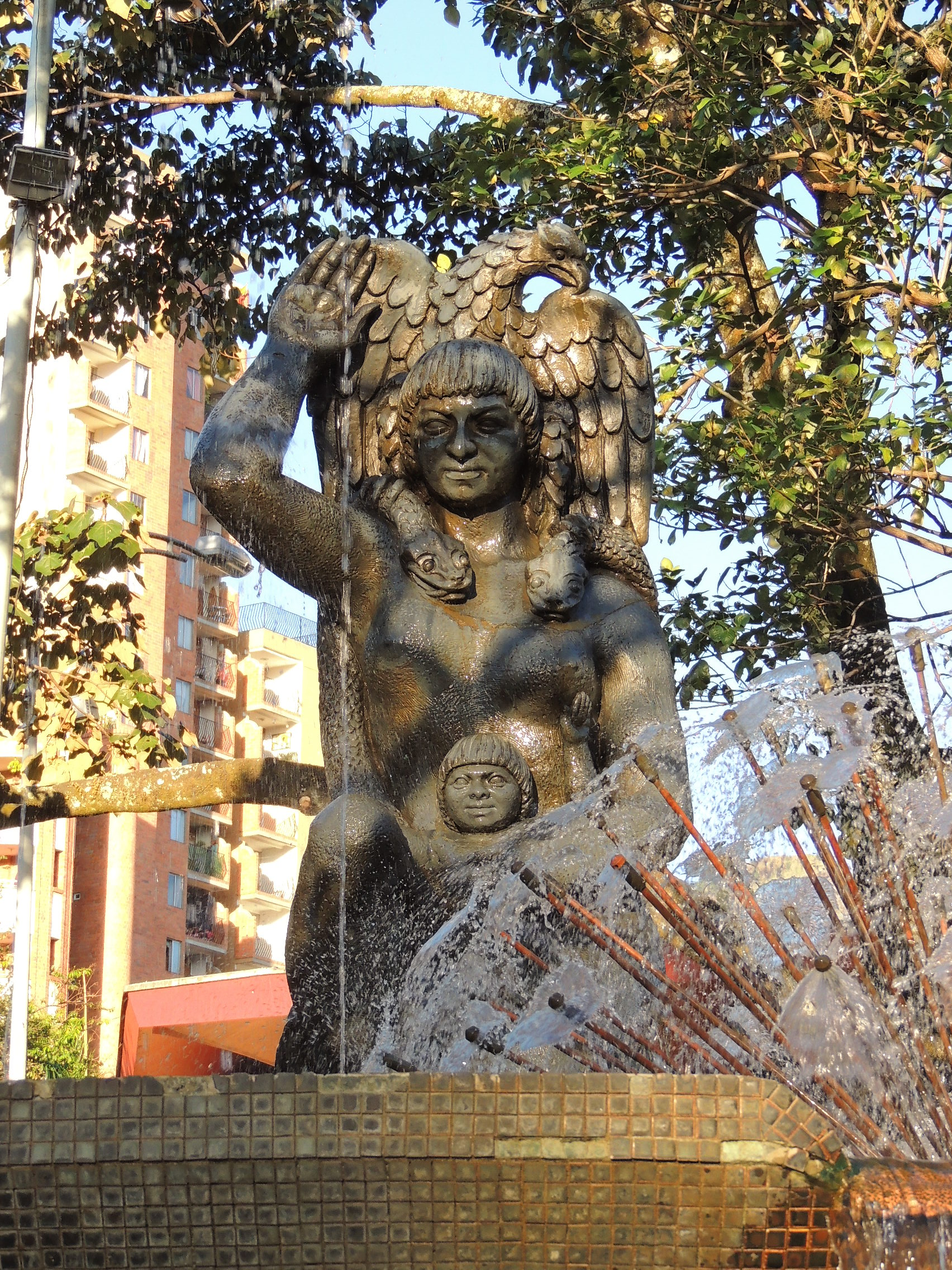
Monumento a Bachué o Batchue, por Luis Horacio Betancur, en Medellín (Colombia).

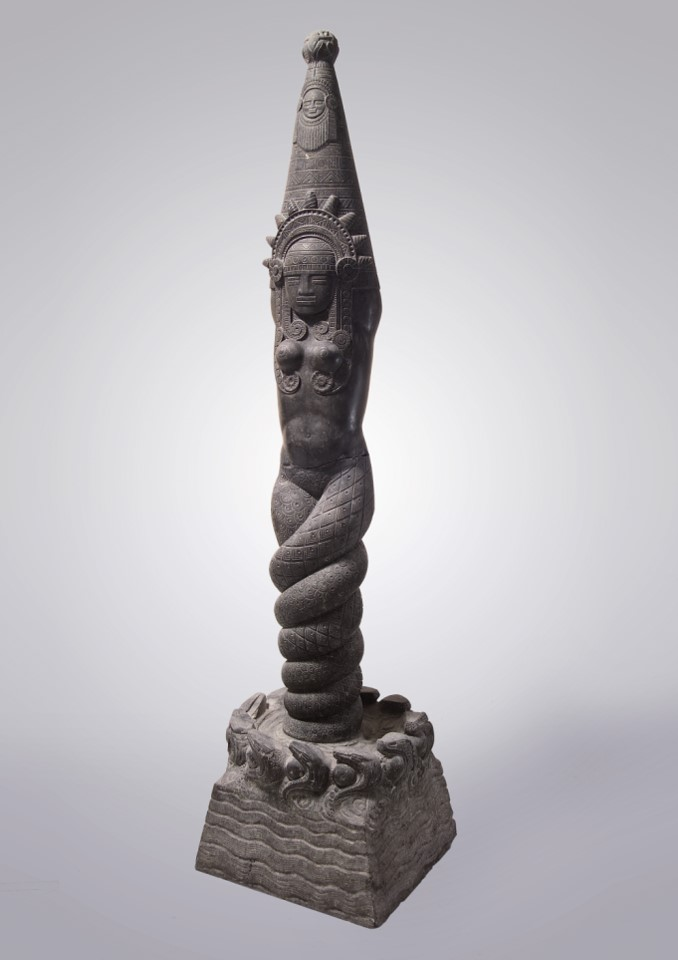
Bachué es la diosa generatriz de los chibchas (Bachué, la diosa de la raza humana, escultura de Rómulo Rozo. 1925. Talla en granito. Fotografía de la galería Mundo.

La Madre Bachué, o Batchue [Bat (Digno) - chue (Pecho,  alimento)], es la madre primigenia del pueblo Muisca. Fue la transformación de Furachogua [Fura (Mujer) - Cho (Bueno) - Gua (Hija)], a partir de la cual le crecen los pechos con los que alimentó al pueblo Muisca, que provienen de su unión con Qhuzha.
El mito Muisca (Mhuysqa) cuenta que de la Laguna de Iguaque (cerca de Tunja, Boyacá, Colombia), nacieron dos energías Amuya (femenina) es lo positivo, y Muyyan (masculino) es lo negativo, [Relacionado con el Yin y el Yang Oriental]. De Amuya nació Furachogua [Fura (Mujer) Cho (Bueno) Gua (Hija)] que es una representación del nacimiento de todas las mujeres; de Muyyan nació Qhuzha [Qhu (Semilla) Zha (Noche)], al que se le denomina Hombre pequeño,es la representación del nacimiento de todos los hombres. Se dice que es un hombre pequeño porque para los Muiscas, el hombre nace inmaduro en comparación con la mujer, quien ya nace con una sabiduría especial de conexión con la Madre Tierra. Furachogua evoluciona, le crecen los pechos y se transforma en Batchue. Batchue y Qhuzha se unen, y de esta unión nacen los Muiscas.

## En crónicas
Según el cronista Fray Pedro Simón en sus Noticias Historiales:  2.-En el distrito de la ciudad de Tunja, a cuatro leguas a la parte del Norte y una de un pueblo de indios que llaman Iguaque, se hace una coronación de empinadas sierras, tierra muy fría tan cubierta de páramos y ordinarias neblinas que casi en todo el año no se descubren sus cumbres, si no es al medio día por el mes de enero. Entre estas sierras y cumbres se hace una muy honda, de donde dicen los indios que a poco de como amaneció apareció la luz y creadas las demás cosas, salió una mujer que llaman Bachué y por otro nombre acomodado a las buenas obras que les hizo Furachogua que quiere decir mujer buena, porque fura llaman a la mujer y choque es cosa buena, sacó consigo de la mano un niño de entre las mismas aguas de edad de hasta tres años y bajando ambos juntos de la sierra a lo llano, donde ahora está el pueblo de Iguaque, hicieron una casa donde vivieron hasta que el muchacho tuvo edad para casarse con ella, porque luego que la tuvo se casó, y el casamiento tan importante y la mujer tan prolífica y fecunda que de cada parto paria cuatro o seis hijos, con que se vino a llenar toda la tierra de gente, porque andaban ambos par muchas partes dejando hijos en todas, hasta que después de muchos años estando la tierra llena de hombres y los dos ya muy viejos se volvieron al mismo pueblo y del llamando a mucha gente que los acompañara, a la laguna de donde salieron, junto a la cual les hizo la Bachué una plática exhortando a todos la paz y conservación entre sí, la guarda de los preceptos y leyes que les habla dado que no eran pocos, en especial en orden al culto de los dioses, y concluido se despidió con singulares clamores y llantos de ambas partes, y convirtiéndose ella y su marido en dos muy grandes culebras, se metieron por las aguas de la laguna, y nunca más aparecieron por entonces, Si bien la Bachué después se apareció muchas veces en otras partes, por haber determinado desde allí los indios contarla entre sus dioses, en gratificación de los beneficios que les había hecho.

## Mito muisca
Este es uno de los mitos propios de la cultura muisca, a quienes se les conoce
como chibchas. Este es un pueblo de origen centroamericano, que llegó a
Colombia a habitar el sur del departamento de Santander y el altiplano
cundiboyacense.
Los muiscas creían en Bachué, la consideraban su madre. Su historia dice que
era una mujer muy bella, morena, estilizada. Dicen que, una madrugada, la
vieron salir de la laguna de Iguaque, cubierta por una larga túnica de pelo
negro, con un niño desnudo entre sus brazos
Bachué se ganó el afecto y la confianza de los Chibchas y se instaló entre
ellos. Les enseñó las normas que debían seguir para conservar el orden en la comunidad y para mantener la paz con sus
vecinos.
Con el paso del tiempo, el pequeño niño creció, pero ella no envejecía. La misión de Bachué era poblar la tierra y, por eso,
comenzó a ser fecundada por él. Sus partos siempre fueron múltiples. En el primero tuvo mellizos, en el siguiente trillizos,
en el tercero fueron cuatro sus hijos y así continuó hasta que se consideró que su tarea se había cumplido. En poco
tiempo, dejó enseñanzas y criaturas por todas partes.
De repente, su rostro se llenó de arrugas, su cuello y su cuerpo ya no eran lozanos, sus piernas se aflojaron, sus senos se
escurrieron y en su mirada se notaba un gran cansancio. Satisfechos con su labor y con el progreso de sus hijos, ella y el
ser con el que había llegado a la tierra, regresaron a la laguna sin decirle nada a nadie. Una vez allí, se lanzaron a las aguas.
El lago los devoró con un gran bostezo; inmediatamente, ella se convirtió en serpiente y, por esta razón, para los chibchas
este animal simboliza la inteligencia.
En las noches de luna, los nativos acudían a la laguna a llevarle ofrendas y podían observar a la culebra asomar sus
brillantes ojos sobre la superficie del agua, para ver las hermosas copas doradas, los utensilios y adornos de oro, que
recibía de buen corazón.
Del varón no volvieron a saber ni a mencionarlo. Pero a Bachué le dieron el título de «madre de la humanidad». Como ella
llegó proveniente del agua, los chibchas comenzaron a adorar y a proteger las lagunas y cualquier tipo de vida que brotara
de ellas. Por esa razón, es común encontrar formas de reptiles, lagartijas, renacuajos, lagartos y ranas entre sus adornos. A
estas últimas las divinizaron y, en adelante, las consideraron como símbolo de fertilidad. La laguna de Iguaque aún se
considera un lugar sagrado.
Bachué es una mujer adorada en estos tiempos por los muiscas como sus hijos.
- Datos: Q4838932
- Multimedia: Bachué / Q4838932